# Thaon-les-Vosges
Thaon-les-Vosges község Franciaországban, Vosges megyében. Lakosainak száma 7553 fő (2018. január 1.). Thaon-les-Vosges Igney községgel határos.
Új községként 2016. január 1-jén jött létre a korábbi Thaon-les-Vosges, valamint Girmont és Oncourt korábbi községek egyesítésével.

## Népesség
A település népessége az elmúlt években az alábbi módon változott:
| Lakosok száma | 8166 | 7622 | 7745 | 7504 | 7785 | 8035 | 7895 | 9311 | 7652 | 7553 |
|               | 1962 | 1968 | 1975 | 1990 | 1999 | 2008 | 2013 | 2016 | 2017 | 2018 |